# William Smith (Politiker, 1797)

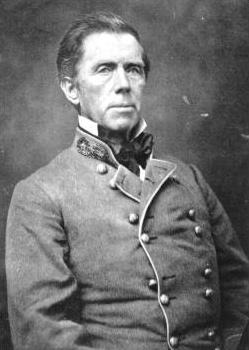
William „Extra Billy“ Smith

William Smith, auch bekannt als Extra Billy (* 6. September 1797 in Marengo, King George County, Virginia; † 18. Mai 1887 in Warrenton, Virginia), war ein US-amerikanischer Anwalt, Mitglied des Repräsentantenhauses der Vereinigten Staaten, einer der ältesten Generäle der Confederate States Army und zweifacher Gouverneur von Virginia.

## Frühe Jahre
William Smith wurde am 6. September 1797 in Marengo als Sohn von Caleb und Mary Anne Waugh Smith geboren. In seiner Kindheit und Jugend besuchte er private Schulen in Virginia und ab 1811 die Plainfield Academy in Connecticut. Nach dem Studium der Rechtswissenschaft begann er 1818 in Culpeper, Virginia als Rechtsanwalt zu arbeiten. Hier heiratete er auch 1821 seine Frau Elizabeth Bell († 1878), mit der er elf Kinder zeugte, von denen vier noch im Kindesalter verstarben. Das 1825 errichtete Wohnhaus Smiths diente später im Amerikanischen Bürgerkrieg als Quartier von Ulysses S. Grant. Ab dem Jahr 1827 erhielt er die Erlaubnis, Post und Passagiere zwischen Washington, D.C., Warrenton und Culpeper zu transportieren. Diese Strecke wurde später bis nach Milledgeville, Georgia ausgedehnt und umfasste mehr als 650 Meilen. Häufig musste Smith wegen der hohen Nachfrage zusätzliche Kutschen ordern und er berechnete Passagieren, die lediglich Handgepäck mit sich führten, dieses extra. Aufgrund dieser Geschäftspraktiken hatte sich bald der Spitzname „Extra Billy“ herausgebildet.

## Politischer und militärischer Aufstieg
Neben seinem Erfolg als Geschäftsmann konnte Smith sich auch in der Politik einen Namen verschaffen. Zwischen 1836 und 1841 war er Mitglied des Senats von Virginia. Vom 4. März 1841 bis zum 3. März 1843 leistete er als Demokrat eine Legislaturperiode im US-Repräsentantenhaus in Washington ab. Danach zog Smith mit seiner Familie nach Warrenton um.
Obwohl er sich selbst gar nicht zur Kandidatur gestellt hatte, wurde er 1846 von der Generalversammlung zum Gouverneur von Virginia gewählt. In seiner Amtszeit zeichnete er für die Verbesserung der öffentlichen Schulen und die Rekrutierung von Soldaten für den Mexikanisch-Amerikanischen Krieg verantwortlich. Bis zum Ende seiner Amtszeit im Jahr 1849 hatte er vergeblich versucht, in den US-Senat gewählt zu werden.
Im Zuge des kalifornischen Goldrauschs suchte auch Smith ab April 1849 sein Glück im Westen der Vereinigten Staaten und folgte seinen zwei Söhnen, die schon länger dort waren. Er engagierte sich in der örtlichen Demokratischen Partei, war 1850 Präsident der ersten Democratic Convention des Staates und investierte in Immobilien, so dass er 1852 als wohlhabender Mann nach Virginia zurückkehrte. Von hier aus wurde er erneut für vier Legislaturperioden (4. März 1853 bis 3. März 1861) ins Unterhaus des Kongresses in Washington entsandt.
Nach Ausbruch des Sezessionskrieges wurde er Colonel in der Armee der Konföderierten Staaten. Gleichzeitig war er im Jahr 1862 Abgeordneter im ersten Konföderiertenkongress. Trotz mangelnder militärischer Ausbildung erwies er sich als fähiger Soldat, kämpfte in der ersten Schlacht am Bull Run (in den Südstaaten erste Schlacht von Manassas genannt) und wurde im Januar 1863 zum Brigadegeneral befördert. Nachdem er im Sommer desselben Jahres in Gettysburg gekämpft hatte, folgte eine erneute Beförderung zum Generalmajor. Zum Ende des Jahres beendete er seine militärische Laufbahn und trat eine zweite Amtszeit als Gouverneur von Virginia (1864 bis 1865) an. Nach dem Fall der Hauptstadt Richmond floh er nach Lynchburg und später Danville und es wurde ein Kopfgeld von 25.000 US-Dollar auf ihn ausgesetzt. Jedoch schon im Juni stellte er sich den Unionstruppen und kehrte in seinen Familiensitz Monterosa in Warrenton zurück.

## Lebensabend und Tod
Im Alter von 79 Jahren wurde Smith noch einmal ins Abgeordnetenhaus von Virginia gewählt, wo er sich von 1877 bis 1879 vor allem für den Wiederaufbau des Staates nach dem Bürgerkrieg einsetzte. Er starb am 18. Mai 1887 in Warrenton im Alter von 89 Jahren und wurde auf dem Hollywood Cemetery in Richmond beigesetzt.